# Porsche Macan
Porsche Macan (ˈpɔʁʃə mɑˈkan, от индон. Macan (mat͡ʃan) — «тигр») — компактный кроссовер немецкой автомобилестроительной компании Porsche, созданный на базе Audi Q5, был представлен 20 ноября 2013 года на Автосалоне в Лос-Анджелесе.
Первоначально автомобиль предполагалось назвать Porsche Cajun (слово «Cajun» замышлялось как акроним от слов «Cayenne Junior» — «младший Cayenne»). Впрочем, в феврале 2012 года оно было изменено на Porsche Macan: компания решила использовать индонезийское слово «мача́н», означающее «тигр». При этом оригинальное его индонезийское произношение было искажено: буква «c», звучащая в индонезийском языке как «ч — /tʃ/», в названии модели была озвучена более свойственным для большинства европейских языков образом — как «к — /k/».
На автосалоне в Лос-Анджелесе 20 ноября прошла официальная презентация Porsche Macan.

## Технические характеристики
Предусматриваются несколько вариантов двигателя, в частности, два бензиновых би-турбо-мотора объёмом 3,0 л и 3,6 л мощностью соответственно 340 и 400 л. с., а также дизельный двигатель объёмом 3,0 л мощностью 258 л. с. Porsche Macan c 3,0 л бензиновым и 3,0 л дизельным двигателями получил название Macan S, а с двигателем 3,6 л — Macan Turbo. На рынки некоторых стран поставляется версия Diesel S с 245-сильным дизельным двигателем от Cayenne без системы SCR.
На территорию Российской Федерации официально поставляются пока только бензиновые модификации: Macan S и Macan Turbo. На 2014 год для России изначально была установлена квота в размере 1000 машин в год, сейчас квоту увеличили до 1500 машин в год. В декабре 2015 года в России поступят в продажу Porsche Macan S с дизельным двигателем.

## Безопасность
| Euro NCAP                                              | Euro NCAP | Euro NCAP | Euro NCAP             |
| ------------------------------------------------------ | --------- | --------- | --------------------- |
| · общий рейтинг                                        |           |           |                       |
| 88%                                                    | 87%       | 60%       | 66%                   |
| взрослый пассажир                                      | ребёнок   | пешеход   | активная безопасность |
| Протестированная модель: Porsche Macan 2.0 TFSI (2014) |           |           |                       |

## Галерея

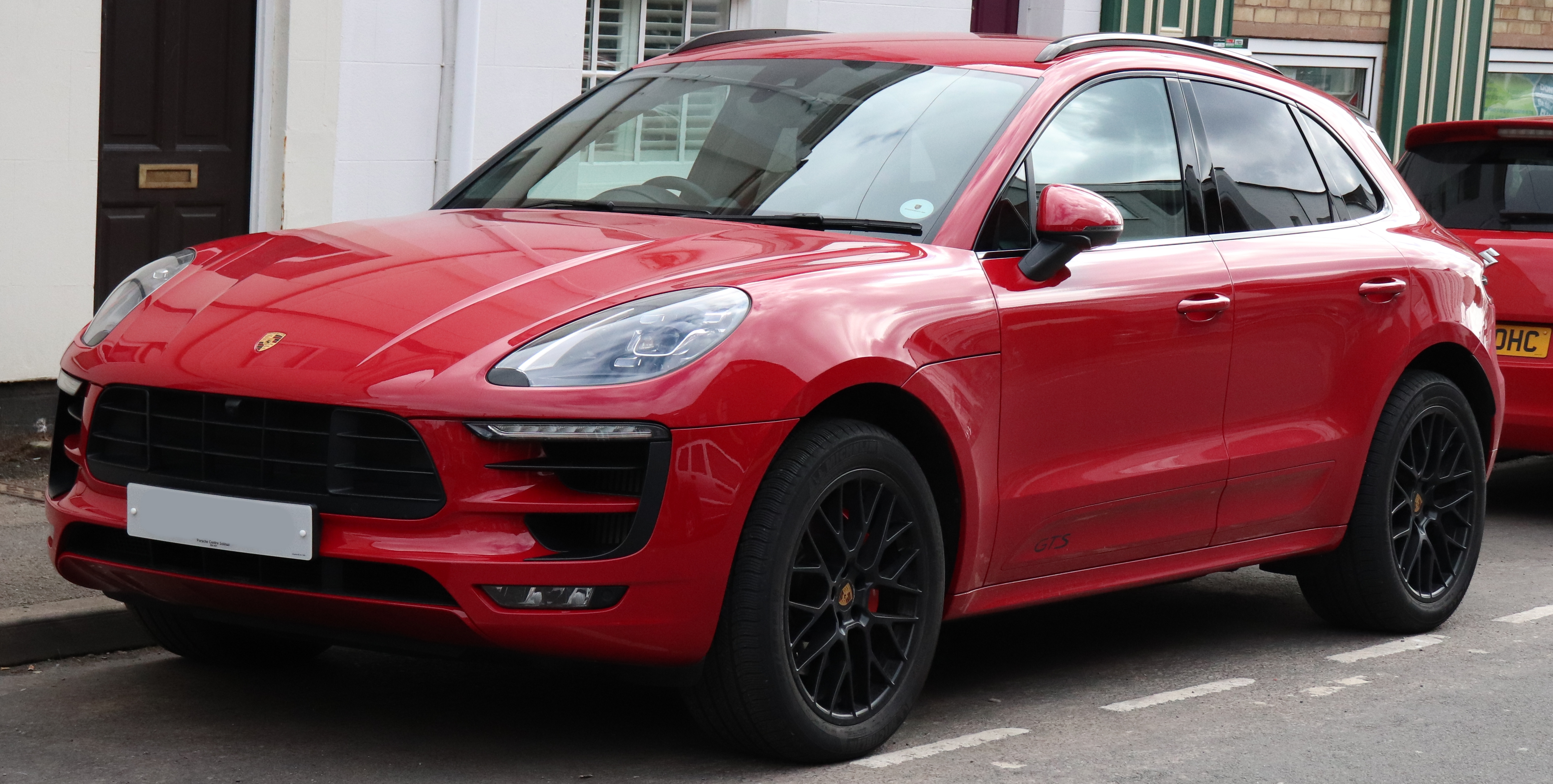
GTS Вид спереди
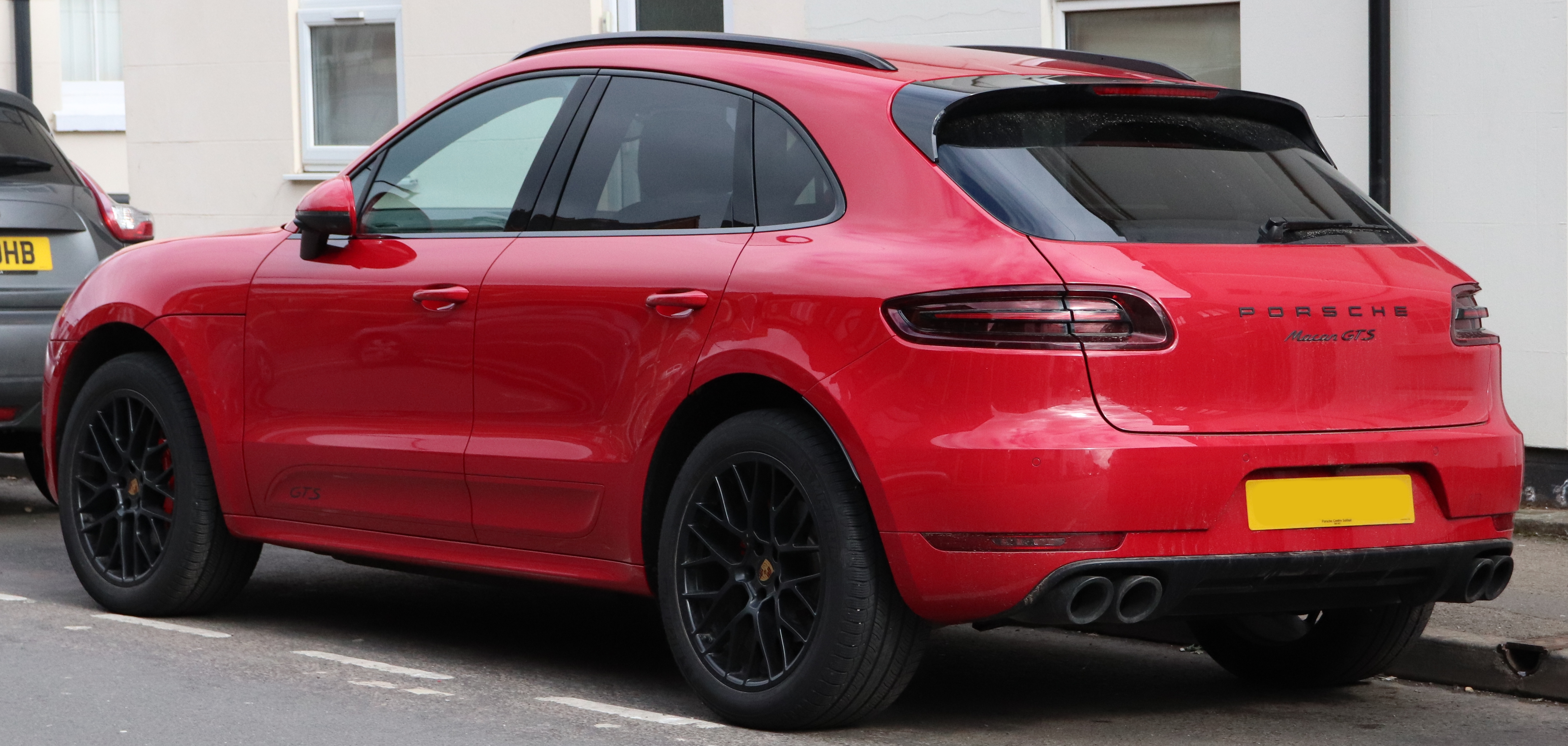
GTS Вид сзади